# Pedro Henrique Perotti
Pedro Henrique Perotti (Chapecó, Brasil, 22 de noviembre de 1997), es un futbolista brasileño, que juega de delantero y su equipo actual es el Chapecoense de la Serie A de Brasil.

## Trayectoria
En 2015 el futbolista es llamado por el técnico para subir al primer equipo del Chapecoense y poder jugar en la Primera División de Brasil.

## Divisiones menores
Ha realizado todas sus divisiones menores en Chapecoense.

## Habilidades
Conocido por su aceleración, velocidad, habilidad en el regate, técnica y finalización, además de su olfato goleador.

## Clubes
| Club              | País     | Año             | Partidos | Goles |
| ----------------- | -------- | --------------- | -------- | ----- |
| Chapecoense       | Brasil   | 2016 - Presente | 43       | 19    |
| Nacional (cedido) | Portugal | 2019 - 2020     | 13       | 1     |

## Palmarés

### Distinciones individuales
| Distinción                                            | Año  |
| ----------------------------------------------------- | ---- |
| Máximo goleador del Campeonato Catarinense (15 goles) | 2021 |

- Datos: Q28151691